# Двойное лицензирование
Двойное лицензирование — бизнес-модель для свободного программного обеспечения, основанная на реализации его под двумя лицензиями. Иногда программное обеспечение выпускают под тремя и более лицензиями — в этом случае более корректны термины тройное лицензирование и мультилицензирование.
Часто одна из лицензий — проприетарная, обеспечивающая возможность создания собственнических приложений на основе данного ПО, а другая — свободная, требующая, например, чтобы любое приложение, основанное на данном, выпускалось под такой же лицензией. Владелец авторских прав на ПО в таком случае выпускает свободную версию бесплатно, а за собственническую версию получает лицензионные отчисления.
Так как в большинстве случаев владелец авторского права может менять условия лицензий ПО, двойное лицензирование часто используется компаниями, имеющими эксклюзивный контроль над ПО. Другая причина двойного лицензирования — возможность использовать совместно код в свободном ПО с различными свободными лицензиями либо предоставлять пользователям выбор предпочтительной лицензии (уменьшая влияние разнообразия лицензий).

## Подробное объяснение
Двойное лицензирование используется некоторыми владельцами авторских прав на свободное ПО, чтобы показать их готовность распространять его, используя и копилефт-лицензию, и иную лицензию. Последняя предлагает ПО пользователям как собственническое либо предоставляет исходный код без условия о выпуске ПО под свободной лицензией.
Примеры свободного ПО с двойным лицензированием:
- Asterisk PBX
- Berkeley DB — Sleepycat Software
- CodeSynthesis XSD — Code Synthesis
- DB4O
- EiffelStudio — Eiffel Software
- eXo Platform
- Internet Communications Engine
- Mono
- Mozilla Application Suite — Mozilla Foundation
- MySQL — MySQL AB
- Perl
- Qt — Qt Project, Digia
- Sendmail
- sipX — Pingtel

## В собственническом ПО
Двойное лицензирование также может использоваться в собственническом ПО для разделения рынка. Разделение людей на категории, например, домашних пользователей, профессиональных пользователей, учащихся, позволяет владельцу авторских прав предоставлять ПО по различной цене для разных групп.